# ولایت سوئو

نقشه ژاپن در سال ۱۸۶۸ میلادی. این ولایت با رنگ تیره مشخص شده است.

ولایت سوئو (به ژاپنی: 周防国 Suō no kuni) یکی از ولایت‌ها در تقسیم‌بندی کشوری قدیم ژاپن بود. یکی از ولایت‌های ژاپن ژاپن باستان، در ناحیه‌ای که امروزه بخش شرقی استان یاماگوچی است. سوئو با ولایت آکی، ولایت ایوامی و ولایت ناگاتو هم‌مرز بود.